# Хугаев, Сергей Заурбекович
Серге́й Заурбе́кович Хуга́ев (осет. Хуыгаты Зауырбеджы фырт Сергей; 15 мая 1933, село Хугатыкау, Джавского района Юго-Осетинской АО) — осетинский советский писатель и поэт, известный также и как переводчик русскоязычных и зарубежных авторов на осетинский язык. Отец писателя и актера Ирлана Хугаева.
Народный писатель Осетии.

## Краткая биография
Начальное образование Сергей Хугаев получил в родном селе. В 1944 году семья переехала в Северную Осетию и поселилась в с. Тарское, где он в 1950 году окончил среднюю школу, и в том же году поступил на историко-филологический факультет Северо-Осетинского педагогического института.
С 1954 по 1964 г. работал в школах Дагестана и Северной Осетии и заочно учился в Литературном институте им. М. Горького.
С 1966 по 1971 г. он — редактор Северо-Осетинской студии телевидения. С 1971 по 1979 г. — редактор издательства «Ир». С 1979 по 1981 г. — редактор отдела критики и публицистики журнала «Мах дуг». С 1981 г. — старший редактор редакции художественной и детской литературы издательства «Ир»
.

## Творчество
Сергей Хугаев — член Союза писателей СССР с 1976 года. Начал творчество в пятидесятых годах, когда на страницах республиканской печати появились его стихи. В 1962 году в соавторстве с молодыми поэтами Камалом Ходовым и Шамилем Джигкаевым издал сборник стихов «Утренняя звезда» («Бонвæрнон»).
Первый сборник его стихов «Гимн соседям» («От имени соседей», «Мæ сыхæгты номæй») вышел в 1968 году.  В 1976 году вышел поэтический сборник «Перед дорогой». В стихах автор создаёт картины жизни села того времени.
В 1973 году была издана повесть «Молоковоз» («Æхсырлæг»). Центральный герой повести — колхозный молоковоз Данел. К нему приходит первая любовь — в колхоз приезжает зоотехник, красавица Изета, которая вначале было ответила на любовь доброго и мужественного юноши, но судьба распорядилась по-своему: Изета выходит замуж за председателя колхоза Кудаберда. 
Теме воспитания подрастающего поколения посвящены «Солнечной дорогой» («Хурвæндаг») и «Песня осталась со мной» («Зарæг баззади мемæ»).
Тема рядового колхозника, колхозного парня становится ведущей в творчестве писателя, он разрабатывает её во многих рассказах. Этой же теме автор посвятил крупное произведение-роман «Под этим солнцем, греющим нас» («Ацы хъарм хуры бын», 1987).
В романе изображены главным образом трудности и просчёты в хозяйствах Северной Осетии последних лет, в годы застоя. Автор вскрывает причины негативных явлений, убивающих в людях инициативу и творческую мысль. В романе нашли место приметы горячего времени перестройки, демократии и широкой гласности в нашем обществе.
Председатель колхоза Хату не вникает в дела колхоза. Его помыслы направлены на устройство собственного благополучия, он прибегает ко всякого рода махинациям. Застойное время — застойные порядки. Хату снимают с работы, но райком распорядился, чтобы председателем стал тоже человек со стороны, которого колхозники не знали. Собрание решительно осудило такое положение и избрало председателем своего сельчанина, с детских лет работающего в этом колхозе.
Сергей Хугаев известен и как переводчик произведений советских и зарубежных авторов на осетинский язык. Его произведения также переводятся на русский, украинский и некоторые другие языки.
- «Нарты Фарнæг» 2005
- «Исахан» 2000[4]